# Питтсбургская митрополия
Питтсбургская митрополия (англ. Metropolis of Pittsburgh, греч. Μητρόπολη Πιττσβούργου) — православная епархия Американской архиепископии Константинопольской православной церкви на территории центральной и восточной части Огайо, Западная Виргиния, западная, центральная и северная части Пенсильвания.

## История
Питтсбургская епископия была учреждена в 1979 году в составе греческой архиепископии для Северной и Южной Америки.
20 декабря 2002 года, в ходе структурных преобразований, все епархии Константинопольского патриархата на территории США получили статус митрополий, а их правящие архиереи местные титулы в связи с чем митрополит Энский Максим (Айоргуссис) получил титул митрополита Питтсбургского.

## Епископы
Шестой округ
- Полиевкт (Финфинис) (3 ноября 1955 — 6 сентября 1960), еп. Тропейский
- Феодосий (Сидерис) (13 сентября 1960 — декабрь 1967), еп. Анконский
- Герасим (Пападопулос) (декабрь 1967—1977), еп. Абидский
- Анфим (Драконакис) (17 апреля 1977 — 15 марта 1979), еп. Христуполиский

Питтсбургская епархия
- Максим (Айоргусис) (15 марта 1979 — 20 декабря 2002)

Питтсбургская митрополия
- Максим (Айоргусис) (20 декабря 2002 — 29 августа 2011)
- Савва (Зембиллас) (с 3 ноября 2011)